# Limnodynastes depressus
Espèce
Statut de conservation UICN

 LC  : Préoccupation mineure
Limnodynastes depressus est une espèce d'amphibiens de la famille des Limnodynastidae.

## Répartition
Cette espèce est endémique d'Australie. Elle se rencontre du niveau de la mer à 200 m d'altitude  dans l'est du comté de Wyndham-East Kimberley en Australie-Occidentale et dans la pointe Nord-Ouest du Territoire du Nord,.

## Description
L'holotype de Limnodynastes depressus, un mâle adulte, mesure 38,5 mm.

## Publication originale
- Tyler, 1976 : A new genus and two new species of leptodactylid frogs from Western Australia. Records of the Western Australian Museum, vol. 4, p. 45-52 (texte intégral).